# 安德烈·科列斯尼克
安德烈·伊万诺维奇·科列斯尼克（羅馬化：Andrey Ivanovich Kolesnik；1960年2月26日—）是俄罗斯政治人物，第六届和第八届国家杜马代表。
1991年之前，科列斯尼克在波罗的海舰队担任海军领航员。1991年，由于受伤，他开始在波罗的海海军学院任教。从1990年代到2011年，他担任加里宁格勒港董事会主席。2011年3月至12月，他代表统一俄罗斯党担任加里宁格勒区议会代表。2011年至2016年，他担任加里宁格勒州选区第六届国家杜马代表；同时，他还担任统一俄罗斯党地区分会秘书。2018年至2021年，他担任加里宁格勒州杜马代表。2021年起，他担任第八届国家杜马代表。

## 制裁
科列斯尼克于2022年因俄乌战争而受到英国政府制裁。